# USA:s Davis Cup-lag
USA:s Davis Cup-lag kontrolleras av United States Tennis Association och representerar USA i den stora tennisturneringen Davis Cup, tidigare International Lawn Tennis Challenge. USA vann premiärupplagan 1900, och har vunnit turneringen 32 gånger, senast 2007.
Sedan Davis Cup omorganiserades inför 1981 års turnering har USA spelat i elitdivisionen alla år utom 1988, då man i 1987 års turnering skickades ner till amerikanska zonen. Man tog sig då snabbt tillbaka till elitdivisionen.

## USA:s segerår
- 1900, 1902, 1913, 1920, 1921, 1922, 1923, 1924, 1925, 1926, 1937, 1938, 1946, 1947, 1948, 1949, 1954, 1958, 1963, 1968, 1969, 1970, 1971, 1972, 1978, 1979, 1981, 1982, 1990, 1992, 1995, 2007